# Parafia św. Alojzego w Turkowie
Parafia pw. św. Alojzego w Turkowie – parafia rzymskokatolicka znajdująca się w Turkowie. Należy do dekanatu Branice diecezji opolskiej. Parafię obsługuje proboszcz parafii św. Anny w Wiechowicach.

## Historia
Jakubowice należały pierwotnie do parafii w Nasiedlu w diecezji ołomunieckiej. W 1875 wybudowany kościół i powstała samodzielna parafia na obszarze dystryktu kietrzańskiego. Językiem kazań był czeski i niemiecki. Od 1945 w Polsce. W 1972 powstała diecezja opolska, co zakończyło okres formalnej przynależności do archidiecezji ołomunieckiej.